# Augusto Barcia Trelles

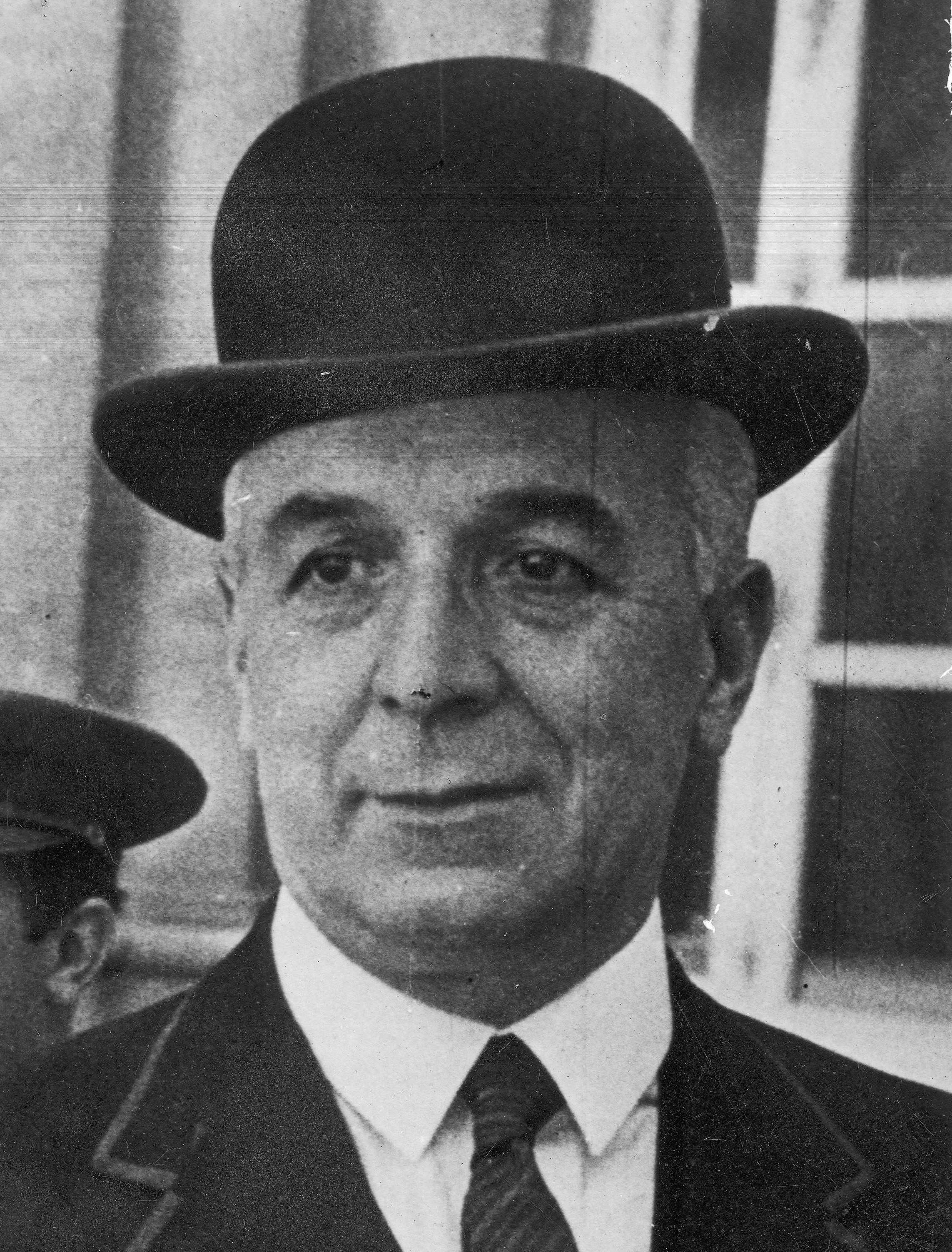
Augusto Barcia Trelles (1936)

Augusto Barcia Trelles (* 5. März 1881 in Vegadeo; † 19. Juni 1961 in Buenos Aires) war ein spanischer Historiker, Politiker und Ministerpräsident Spaniens (Presidente del Gobierno).

## Biografie

### Studium, berufliche Laufbahn und Abgeordneter
Nach dem Studium der Rechtswissenschaften war er als Rechtsanwalt tätig. Darüber hinaus wurde er 1906 trotz Opposition zum Professor an den Lehrstuhl für Geschichte des Sozialismus und Vergleichende Sozialgesetzgebung an das Höhere Studieninstitut (Escuela de Estudios Superiores) des Ateneo de Madrid berufen.
Seine politische Laufbahn begann er am 9. April 1916 mit der erstmaligen Wahl zum Abgeordneten des Deputiertenkongresses (Congreso de los Diputados), wo er zunächst bis zum Beginn der Militärdiktatur von Miguel Primo de Rivera im September 1923 als Mitglied der von Melquíades Álvarez geführten Reformpartei (Partido Reformista) die Interessen des Wahlkreises Almería vertrat.

### Minister, Ministerpräsident und Mitglied der Exilregierung
Nach der Ausrufung der Zweiten Republik am 14. April 1931 wurde er Botschafter in Uruguay.
Danach trat er der von Manuel Azaña gegründeten Republikanischen Linken (Izquierda Republicana) bei, die er als Vertreter des Wahlkreises von Almería nach der Wahl vom 19. November 1933 wiederum im Deputiertenkongress vertrat. Als solcher zeigte er 1934 seine Unterstützung für den von Lluís Companys ausgerufenen Staates Katalonien, in dem er Companys sowie andere Mitglieder von dessen Regierung in dem gegen diese geführten Prozess verteidigte. 1935 war er für einige Zeit auch Vorsitzender der Fraktion der Izquierda Republicana in der Cortes.
Am 19. Februar 1936 wurde er von Ministerpräsident Manuel Azaña als Außenminister (Ministro de Estado) erstmals in eine Regierung berufen.
Als er am 10. Mai 1936 als Nachfolger von Azaña selbst Ministerpräsident Spaniens (Presidente del Gobierno) wurde, behielt er in seiner allerdings nur drei Tage amtierenden Regierung bis zum 13. Mai 1936 auch wiederum das Amt des Außenministers.
Sein Nachfolger als Ministerpräsident, Santiago Casares Quiroga, berief ihn anschließend vom 13. Mai bis zum 19. Juli 1936 ebenfalls zum Außenminister. Während dieser Zeit war er daneben auch Delegierter beim Völkerbund. Am 19. Juli 1936 war er als Innenminister (Ministro de Gobernación) Mitglied der nur drei Stunden im Amt befindlichen Regierung von Diego Martínez Barrio, ehe er im nachfolgenden Kabinett von José Giral Pereira wiederum bis zum 4. September 1936 das Amt des Außenministers annahm.
Während des Bürgerkrieges ging er ins Exil, wo er im April 1946 zum Schatzminister (Ministro de Hacienda) in die Exilregierung von Giral Pereira berufen wurde, der er bis Januar 1947 angehörte.
Später war er als Rechtsanwalt in Argentinien tätig.

### Freimaurer, Ehrenämter und Schriftsteller
Wie viele Politiker seiner Zeit war auch er ein Anhänger der Freimaurerei und als solcher zunächst 1921 bis 1922 Großmeister der Freimaurerloge Gran Oriente de España, sowie später von 1928 bis 1931 Souveräner Großkommandeur des Obersten Rates der Freimaurer. Später war er vom 14. Dezember 1932 bis zum 8. Juni 1933 Präsident des Ateneo de Madrid.
Darüber hinaus war er als Verfasser von Büchern zu rechtswissenschaftlichen, politischen sowie historischen Themen tätig:
- San Martín, 6 Bände
- El genio político de Inglaterra, (Der politische Geist Englands)
- La política de no intervención, 1942 (Die Politik der Nichteinmischung)
- Las ideas económicas de Wagemann, (Die wirtschaftlichen Ideen von Ernst Wagemann)
- Un golpe de Estado internacional, 1944 (Ein internationaler Staatsstreich)
- Mosaico internacional, (Internationales Mosaik)
- Jovellanos político, (Der Politiker Jovellanos)
- El pensamiento vivo de Jovellanos, 1951 (Die Lebensgedanken von Jovellanos)